# Броненосцы типа «Радецкий»
Броненосцы типа «Радецкий» (нем. Radetzky-Klasse, венг. Radetzky-osztály) — серия эскадренных броненосцев Австро-Венгрии 1900-х годов. Последняя серия австро-венгерских эскадренных броненосцев и первая, приблизившаяся по своим размерам к зарубежным аналогам. В отличие от облегчённых предыдущих проектов, таких как тип «Эрцгерцог Карл», броненосцы типа «Радецкий» являлись одними из наиболее мощных кораблей этого типа в мире, однако устарели ещё до ввода в строй в связи с переходом других стран на строительство дредноутов.
Всего в 1907—1911 годах было построено три корабля типа «Радецкий».

## История
Ещё до того, как эскадренные броненосцы типа «Эрцгерцог Карл» были спущены на воду, инженеры Австро-Венгрии уже начали работы над проектом нового, более совершенного корабля. Анонсированная в 1905 году программа развития флота адмирала Монтекукколи предполагала создание в ближайшее время армады из двенадцати линкоров, четырёх броненосных и восьми легких крейсеров, 18 эсминцев, 36 больших миноносцев и шести субмарин. Пять различных перспективных проектов были рассмотрены в 1905—1906 году.
Первый проект предполагал создание относительно небольшого корабля (в духе прежних австрийских проектов) с вооружением из четырёх 280-миллиметровых, четырёх 240-миллиметровых и восьми 190-миллиметровых. 280-миллиметровые и 240-миллиметровые орудия при этом располагались в башнях (двухорудийных и одноорудийных соответственно), а 190-миллиметровые орудия — в казематах. Проект был отвергнут ввиду его очевидной бесперспективности: введение трех близких калибров — в то время как практика показала что управление огнём даже двух близких калибров является нерешаемой задачей — явно было бессмысленным.
Второй эскиз развивал концепцию первого, но 190-миллиметровые орудия были заменены двенадцатью 10-сантиметровыми. Этот проект также не вызвал интереса, так как бортовой залп состоял всего из четырёх тяжелых и четырёх промежуточных орудий — что в свете перспективы противостояния с новыми итальянскими броненосцами типа «Реджина Елена» казалось совершенно недостаточным.
Третий проект был гораздо более перспективен, так как в его основу была положена идея создания корабля с единообразным главным калибром. Таким образом, независимо от англичан Поппер пришёл к концепции «all-big-gun» («только большие орудия»). Согласно проекту, новый броненосец должен был иметь восемь 280-миллиметровых орудий, расположенных в двухорудийных башнях. Башни размещались ромбом: одна в носу, две по бортам в центре корпуса, и одна на корме. Вспомогательное вооружение состояло из шестнадцати 10-сантиметровых орудий. Этот проект был отвергнут по причине его избыточных размеров — существующие австрийские доки не могли вместить столь крупные корабли, модернизация же доков планировалась лишь в перспективе. По этой же причине был отвергнут и четвёртый проект, предусматривающий вооружение из шести 305-миллиметровых орудий в двух двухорудийных и двух одноорудийных башнях, расположенных ромбом.
В итоге, к рассмотрению был принят весьма консервативный пятый проект. Он предусматривал постройку «классического» эскадренного броненосца водоизмещением около 15 000 тонн. Вооружение корабля по проекту должно было состоять из четырёх 305-миллиметровых, восьми 190-миллиметровых и двенадцати 100-миллиметровых орудий. Несмотря на то, что главный инженер флота Зигфрид Поппер более склонялся к единому калибру, правительство выбрало последний проект на том основании, что корабли можно было заложить немедленно, не дожидаясь реконструкции доков. Уже после утверждения проекта было решено заменить 190-миллиметровые орудия на эквивалентное число 240-миллиметровых.

## Конструкция

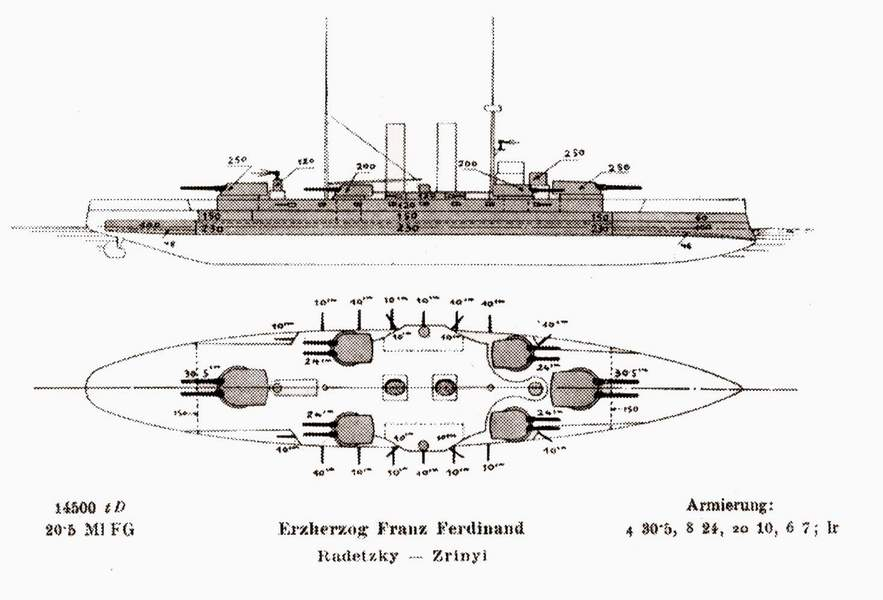
Схема броненосца типа «Радецкий»

Броненосцы типа «Радецкий» были первыми и последними эскадренными броненосцами 1-го ранга, заложенными для австрийского флота. Они имели водоизмещение около 15485 тонн, лишь слегка уступая последним поколениям преддредноутов. Подобно предшествующим дизайнам, они имели простой силуэт с полной верхней палубой от штевня до штевня, и сравнительно компактную надстройку в центре корпуса.

### Вооружение
Основное вооружение броненосцев, впервые в австрийской практике состояло из 305-миллиметровых 45-калиберных орудий. Это были первые пушки главного калибра, целиком спроектированные и изготовленные чешской фирмой «Шкода». Орудия эти были весьма совершенны для своего времени: они стреляли тяжёлым 450-килограммовым бронебойным снарядом с начальной скоростью 800 м/с на расстояние до 20 000 метров. Скорострельность составляла три выстрела в первую минуту (из кранцев первых выстрелов) и 1,5-2 в минуту при подаче выстрела из погребов. Недостатком артиллерии главного калибра была неудачная конструкция башен: во-первых, наблюдательные купола на крыше башен были слишком большими и существенно ослабляли броневую конструкцию. Во-вторых, вентиляция башен была построена неудачно, и при работе засасывала пороховые газы внутрь башни, так, что через пятнадцать минут непрерывной стрельбы в башне становилось невозможно находиться.
Вспомогательная артиллерия состояла из 240-миллиметровых 45-калиберных орудий, бывших главным калибром на броненосцах типа «Габсбург» и «Эрцгерцог Карл». Эти пушки могли послать 229-килограммовый бронебойный снаряд с начальной скоростью до 700 метров в секунду на дистанцию до 15 000 метров и имели скорострельность до 2,5 выстрелов в минуту. Орудия располагались в двухорудийных башнях по углам центральной надстройки: таким образом, в любую сторону могли быть наведены четыре 240-миллиметровых орудия.
Оборонительное вооружение состояло из двадцати 100-миллиметровых скорострельных орудий, из которых шестнадцать располагались в казематах на главной палубе, а ещё четыре — палубой выше. Помимо них, корабль нес ещё четыре легкие 47-миллиметровые пушки, которые предполагалось использовать против малых миноносцев и аэропланов. На корабле были установлены три 450-мм торпедных аппарата, два на носу и один на корме.

### Бронирование
Главный пояс кораблей в центральной части имел толщину 230 миллиметров. Он был изготовлен из цементированной брони. В оконечностях, за барбетами башен главного калибра, пояс утоньшался до 100 мм, при этом в корме он продолжался только ниже ватерлинии.
Горизонтальная защита обеспечивалась 48-миллиметровой броневой палубой, по краям имевшей аналогичной толщины скосы. Вдоль всей длины корпуса шла 54-миллиметровая бронированная противоторпедная переборка.
Башни главного калибра защищала 250-миллиметровая броня, крыши башен имели толщину 60 мм. Вспомогательный калибр защищался 200-миллиметровой броней при толщине крыши 50 мм. Казематы противоминной артиллерии защищала 120-миллиметровая броня.
Интересной особенностью защиты броненосцев было бронированное двойное дно. Поппер считал, что подобное решение позволит эффективно защитить корабль от подводных взрывов. На практике, конструкция оказалась не слишком удачной, так как не было предусмотрено достаточное расстояние для расширения газов и нейтрализации энергии взрыва.

### Силовая установка
Броненосцы оснащались двумя паровыми машинами тройного расширения общей мощностью в 19800 л.с., работающими на два винта. Максимальная скорость составляла 20,5 узлов. Дальность плавания - традиционно ограниченная, так как австрийский флот не предполагал действовать за пределами Адриатики и Восточного Средиземноморья - составляла 4000 миль на 10 узлах.

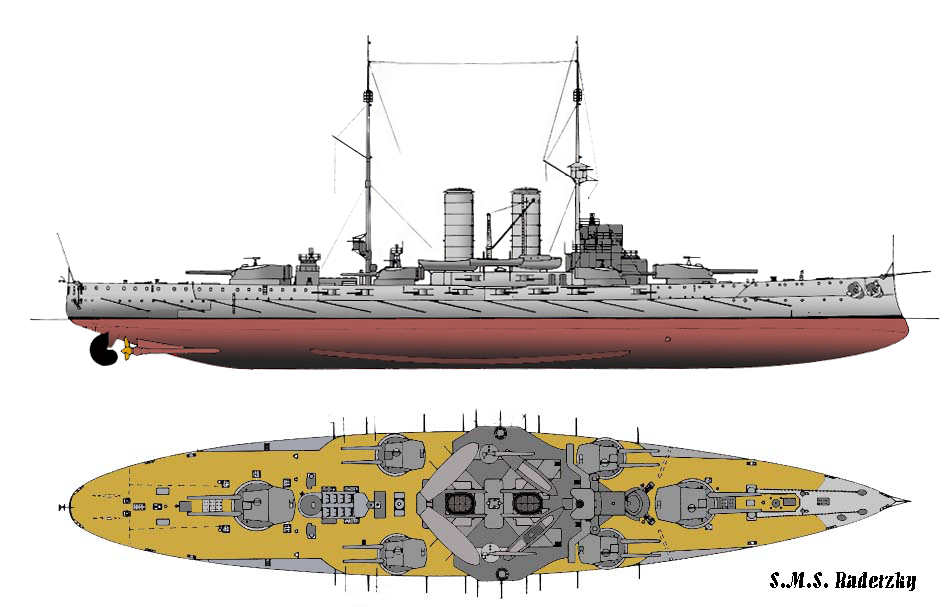
Чертёж броненосца типа «Радецкий»

## Служба
В первые годы своей службы корабли совершали тренировочные походы в восточном Средиземноморье, а к началу Первой мировой войны составили 2-й дивизион 1-й эскадры флота. В 1915 году все три броненосца привлекались к обстрелу итальянского побережья, однако вторую половину войны они, как и другие крупные корабли австро-венгерского флота, провели в бездействии. После капитуляции Австро-Венгрии два из кораблей временно перешли под управление США, но в итоге по Сен-Жерменскому договору все броненосцы типа «Радецкий» были переданы Италии, в которой они были пущены на слом в 1920 и 1926 годах.

## Представители
| Название                                              | Верфь | Закладка         | Спуск на воду    | Вступление в строй | Судьба                |
| ----------------------------------------------------- | ----- | ---------------- | ---------------- | ------------------ | --------------------- |
| «Радецкий» Radetzky                                   | STT   | 26 ноября 1907   | 3 июля 1909      | 15 января 1911     | продан на слом в 1920 |
| «Эрцгерцог Франц Фердинанд» Erzherzog Franz Ferdinand | STT   | 12 сентября 1907 | 30 сентября 1908 | 5 июня 1910        | продан на слом в 1926 |
| «Зриньи» Zrínyi                                       | STT   | 20 января 1909   | 12 апреля 1910   | 15 сентября 1911   | продан на слом в 1920 |

## Оценка проекта
Одни из последних заложенных эскадренных броненосцев, корабли класса «Радецкий» заслуженно претендуют на статус одних из лучших в своем классе. Для своего ограниченного (15000 тонн) водоизмещения, они были почти идеально сбалансированы. Их артиллерия промежуточного калибра уступала лишь более мощным промежуточным батареям гораздо более крупным — почти на 5000 тонн — «Дантонам», превосходя промежуточную артиллерию как итальянских, так и британских преддредноутов. Технически, на малых и средних дистанциях боя, «Радецкие» были вполне эквивалентны ранним дредноутам (уступая, впрочем, на основных к тому времени дальних дистанциях).
Главным недостатком этих в целом, очень удачных кораблей, была устарелость их концепции, очевидная даже на момент закладки. Три броненосца серии «Радецкий» были заложены де-факто с единственной целью — ввести в состав флота хоть какие-то линкоры, пока доки модернизируются для обслуживания более крупных дредноутов. Тем не менее, постройка их прошла весьма быстро, и вступив в строй в 1910—1911 годах они составили надежный паритет с итальянским флотом того времени, превосходя все существующие итальянские броненосцы.